# فوکر اس.۱
فوکر اس.۱ (انگلیسی: Fokker S.I) یک هواپیمای ساخت فوکر است.